# Auburn River National Park
Auburn River National Park är en park i Australien. Den ligger i delstaten Queensland, omkring 280 kilometer nordväst om delstatshuvudstaden Brisbane. Arean är 4,1 kvadratkilometer.
Trakten runt Auburn River National Park är nära nog obefolkad, med mindre än två invånare per kvadratkilometer.. Det finns inga samhällen i närheten.
I omgivningarna runt Auburn River National Park växer huvudsakligen savannskog. Genomsnittlig årsnederbörd är 808 millimeter. Den regnigaste månaden är mars, med i genomsnitt 138 mm nederbörd, och den torraste är augusti, med 19 mm nederbörd.